# بيل غريفيث
بيل غريفيث (بالإنجليزية: Bill Griffith)‏ هو فنان قصص مصورة أمريكي، ولد في 20 يناير 1944 في بروكلين في الولايات المتحدة.

## وصلات خارجية
- بيل غريفيث على موقع ميوزك برينز (الإنجليزية)
- بيل غريفيث على موقع إن إن دي بي (الإنجليزية)